# 9793 Torvalds
9793 Torvalds eller 1996 BW4 är en asteroid i huvudbältet som upptäcktes den 16 januari 1996 av Spacewatch vid Kitt Peak-observatoriet. Den är uppkallad efter programmeraren Linus Torvalds.
Asteroiden har en diameter på ungefär 5 kilometer.